# آرثر آندرسن (شركة)
آرثر آندرسون كانت إحدى الخمس الكبار (الذين أصبحوا فيما بعد الأربع الكبار). قامت الشركة، وبشكل طوعي، بتسليم رخصتها لمزاولة مهنة المحاسبة القانونية في أمريكا بعد أن وجدت مذنبة في تهم إجرامية متعلقة بتدقيقها لشركة إنرون، مما أدى إلى خسارة 85 ألف وظيفة. على الرغم من أن الحكم قد تم قلبه من قبل محكمة الولايات المتحدة الأمريكية العليا، إلا أنها لم تعد شركة فعالة. بالإضافة إلى خدمة مراجعة الحسابات، كانت تقدم خدمات استشارية وقانونية.